# Янг, Аарон
Аарон Янг (Aaron Young, 1972, Сан-Франциско, США) — современный американский художник.

## Биография
Аарон Янг родился в 1972 году в Сан-Франциско. Он учился в Художественном институте Сан-Франциско (2001), затем получил степень магистра изобразительных искусств в Йельском университете в 2004 году. Художник живет и работает в Нью-Йорке. Аарон Янг выставляется по всему миру, принимая участие в большом количестве выставок, включая P.S. 1 Contemporary Art Center (2005), Биеннале Уитни (2006), Serpentine Gallery (2006) и Вторая московская биеннале современного искусства (2007).

## Творчество
Творчество Аарона Янга связано со следствиями динамичных, энергичных, а иногда и опасных перформансов. Он нанимает участников, которые обычно характеризуются как маргиналы, таких как скейтбордисты и мотоциклисты, чтобы выполнять различные трюки на выставочной площади на специально подготовленных платформах. Например, перформанс Arc Light для выставки «То, что вам предстоит» («Красный Октябрь», Москва, 2008). Как Стивен Паррино, Янг использует деструктивные действия как созидательную силу: следы эфемерных актов зафиксированы как видео, рисунки, скульптуры и фотографии, становясь художественными артефактами. В Arc Light Янг использовал иконографическую работу Роберта Раушенберга «Automobile Tire Print» (1951) как отправную точку. Но вместо одного следа от шин, Янг создает опус из сложных и запутанных следов команды участников. И вот неожиданное, новое и расширенное прочтение живописи действия Джексона Поллока.
Для видео «High Performance» (2000) Янг нанял байкера, чтобы он оставил следы шин в студийном пространстве Художественного института Сан-Франциско. Мотоцикл оставил темные круги жженой резины на полу, пространство наполнилось белым дымом. "Good boy "(2001) также опирается на субкультуру культивируемой агрессии. Видео демонстрирует мускулистого питбуля взмывающего в воздух, рычание собаки сопровождается агрессивными выкриками хозяина. Выставка Янга «Tender Buttons» (2004) является крещендо практики использования постановочных событий для эстетизации власти. На протяжении часа во время открытия выставки вертолет завис над галереей, светя прожектором на толпу внутри. Внутри посетители наблюдали это постановочное действие, относящееся к правоохранительным практикам, через солнечные очки авиаторов, предоставленные художником. Скульптура «LOCALS ONLY!» (2006) — из серии бронзовых камней, другим способом затрагивающих тему охраны территории и климата подозрения и страха.

## Персональные выставки
| - 2008 Bortolami, Нью-Йорк - 2008 PPit Stop / Tit Stop, The Fireplace Project, Ист-Хамптон - 2006 1 %, Harris Lieberman, Нью-Йорк - 2004 Midway Contemporary Art, Миннеаполис |